# Biserica de lemn „Înălțarea Sfintei Cruci” din Codru
Biserica de lemn „Înălțarea Sf. Cruci” este o biserică amplasată în Codru, raionul Telenești, Republica Moldova. Este un monument arhitectural de importanță națională inclus în Registrul monumentelor Republicii Moldova ocrotite de stat cu nr. 1490 (raionul Telenești). Datează de la sf. sec. XVIII.